# Lune froide
Lune froide è un film del 1991 diretto da Patrick Bouchitey.

## Trama
Lune froide racconta le peregrinazioni di Simon e Dédé, due emarginati nottambuli e amareggiati. Una serie di incontri insoliti mette in luce l'umorismo nero e il lato stravagante del duo. Vietato ai minori di 16 anni, il film ha suscitato scandalo ancora prima della sua uscita, poiché affronta in modo implicito, attraverso vari flashback, il tema particolarmente tabù della necrofilia (il cortometraggio tratto da un racconto di Bukowski, Copulating Mermaid of Venice, è incluso alla fine del film). Girato in bianco e nero in una zona industriale portuale a Lorient, in Bretagna, il film è permeato dalla musica di Didier Lockwood e dalla passione di Dédé per Jimi Hendrix e il rock degli anni '60 in generale.

## Produzione
Il film è girato prevalentemente a Lorient, in particolare nel quartiere del porto da pesca di Keroman, dove vengono evidenziati alcuni luoghi come l'avenue de La Perrière e, in particolare, il bar Le Galion. Alcune scene sono state girate anche a Concarneau.

## Distribuzione
Fu presentato in concorso al Festival di Cannes 1991.